# Acmaeodera davidsoni
Acmaeodera davidsoni är en skalbaggsart som beskrevs av Barr 1972. Acmaeodera davidsoni ingår i släktet Acmaeodera och familjen praktbaggar. Inga underarter finns listade i Catalogue of Life.